# Benes József
Benes József (Bajmok, 1930. október 8. – 2017. november 23.) Munkácsy Mihály-díjas magyar festő- és grafikusművész. A Műhely Művész Egyesület elnöke.

## Életpályája
A gimnáziumi tanulmányait Szabadkán végezte el. Festő szakon és négy szemeszterig grafika szakon a Belgrádi Képzőművészeti Akadémiára járt. Ezt követően Zentán rajztanár lett. 1958–1977 között a zentai művésztelepen dolgozott. 1958–1961 között, valamint 1964–1968 és 1970–1977 között a topolyai művésztelepen dolgozott. Óbecsén 1960, 1963–1964, 1966, 1969, 1972–1975 között és 1977-ben dolgozott. 1963-ban végzett a belgrádi Képzőművészeti Akadémián. 1963–1964 között az Écskai művésztelepen dolgozott. 1977–1990 között a makói alkotótelepen dolgozott. 1978-ban költözött át Magyarországra. 1990–1995 között a Magyar Grafikusművészek Szövetségének elnöke volt. 2001–2007 között a Nemzeti Kulturális Alapprogram Képzőművészeti Szakmai Kollégiuma kurátora volt.

## Magánélete
Felesége, Gerle Margit (1949-) keramikus, szobrász, papírművész volt.

## Kiállításai
| - 1961 Szabadka, Zenta - 1966, 1971, 1975-1976 Újvidék - 1973 London - 1976, 1994 Budapest - 1979 Pécs, Makó - 1981, 1985 Szeged - 1988 Makó, Hódmezővásárhely - 1991 Kecskemét - 1992 Zenta, Topolya | - 1963 Belgrád - 1977 Ljubljana - 1978-1981, 1983 Makó - 1979, 1985, 1987 Szeged - 1980 Pécs - 1982, 1988, 1990, 1992, 1995, 1998 Salgótarján - 1983 Pécs, Budapest - 1984 Szabadka - 1984, 1986, 1988 Krakkó - 1985, 1987, 1989, 1993-1994, 1996, 1998 Miskolc - 1990-1993 Budapest - 1991, 1993 Győr - 1997 Bukarest - 1998 Veszprém, Dunaszerdahely |

## Művei
- Bábu (1956)
- Zentai csata (1967)
- Plasztikus fal (1975)
- Emlékmű (1976)
- Bakteriofág (1982)
- Madárijesztő (1988)
- Műholdtáj

## Díjai
- Fórum-díj (1963)
- Oktobarski Salon-díj (Belgrád, 1972)
- Szegedi Nyári Tárlat díja (1981, 1988)
- Békéscsabai Alföldi Tárlat díja (1983)
- Miskolci Országos Grafikai Biennálé díja (1987)
- Krakkói Nemzetközi Biennálé vásárlási díja (1988)
- V. Országos Kisgrafikai Biennálé díja (1990)
- Kecskeméti Téli Tárlat díja (1990, 1992)
- Ecce Homo – Országos kiállítás díja (1993)
- I. Nemzetközi Kisgrafikai Kiállítás (1993)
- Munkácsy Mihály-díj (1995)
- 300 éves a zentai csata – fődíj (1997)
- Miskolci Grafikai Biennálé különdíja (1998)
- Veszprémi 1848-as Jubileumi Kiállítás fődíja (1998)
- Párizs város két hónapos ösztöndíja (1998)
- Kaposvári Országos Groteszk Kiállítás fődíja (1999)
- XVII. Országos Akvarell Biennálé díja (2000)
- bajai Szabadtéri installáció I. díja (2000)
- XI. Országos Rajzbiennálé, Salgótarján – Csohány Kálmán-díj (2002)
- egri XIX. Országos Akvarell Biennálé különdíja (2002)
- Kortárs Költészet – Kortárs Grafika, Budapest – fődíj (2003)
- A Római Magyar Akadémia ösztöndíja (2003)
- Bács-Kiskun Megye Művészetéért Díj (2003)
- XXII. Országos Grafikai Biennálé életműdíja (2006)
- Pro Urbe-díj Zenta városától (2010)